# Премия Советской Эстонии
Премия Советской Эстонии (эст. Nõukogude Eesti preemia) — республиканская премия Эстонской ССР, учреждённая 6 ноября 1946 года Постановлением Президиума Верховного Совета Эстонской ССР.
Положение о премии было изменено в 1959 и 1965 годах. Премия Советской Эстонии выдавалась в 1947–1950, 1959, 1965, 1967, 1970, 1972, 1975, 1977 и 1980 годах. С 1965 года премия выдавалась два раза в течение пяти лет.
Премия выдавалась за выдающиеся успехи в области науки, техники и производства, архитектуры и строительства, литературы, журналистики и публицистики, изобразительного искусства, музыки и театрального и киноискусства, до 1959 года также в области образования, культурного просвещения, художественной самодеятельности, здравоохранения и физической культуры и спорта.
Премию получили 279 коллективов и более 1300 отдельных лиц, среди них хоровой дирижёр, композитор и педагог Густав Эрнесакс — 6 раз, художник и педагог Эвальд Окас — 6 раз.
В 1982 году вместо Премии Советской Эстонии была учреждена Государственная премия Эстонской ССР.